# Jörg Weidinger
Jörg Weidinger (* 29. Mai 1975 in Hersbruck) ist ein deutscher Bergrennfahrer. 2005 und 2006 wurde er Europa-Bergmeister der Tourenwagen.

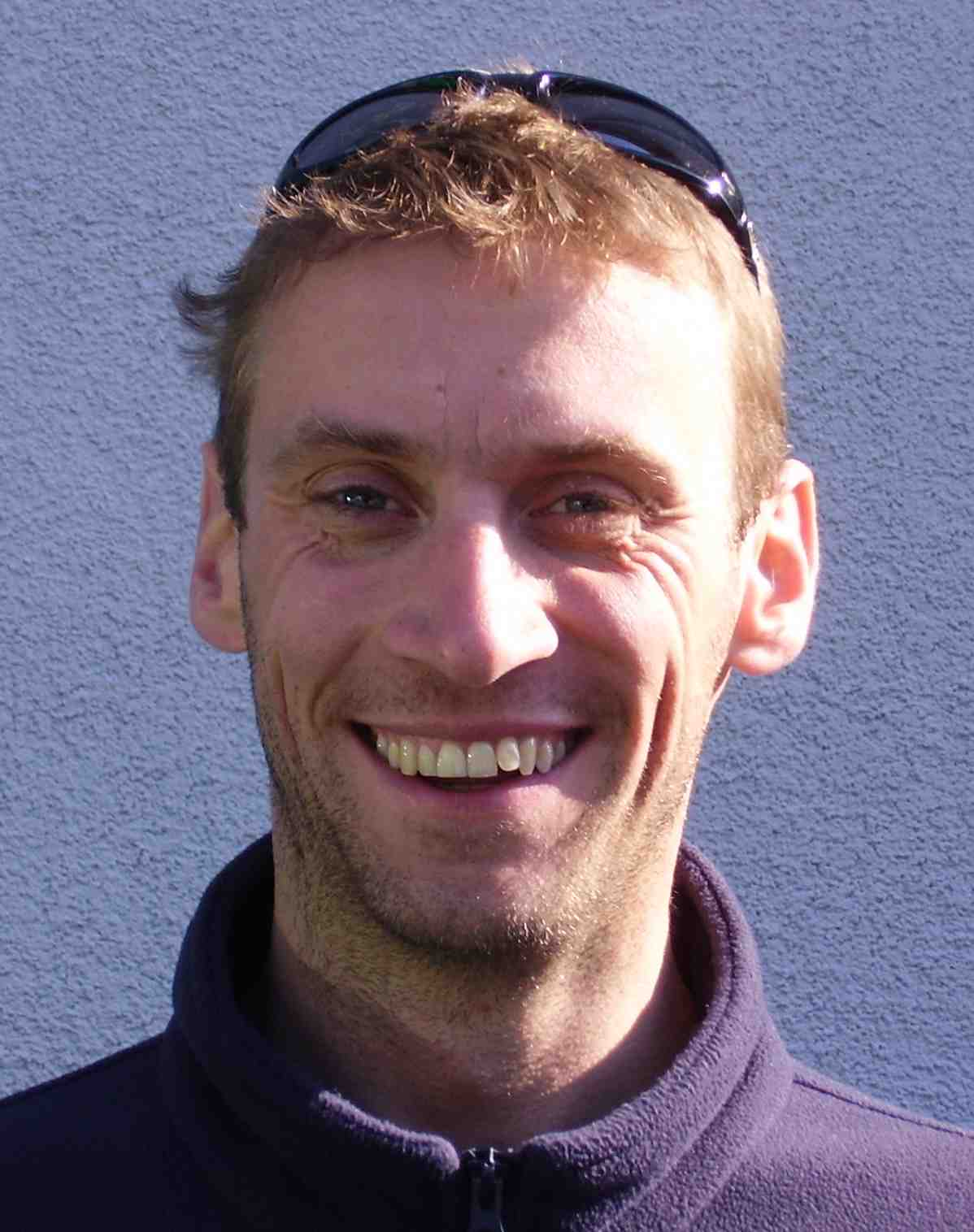
Jörg Weidinger 2009

## Leben und Beruf
Nach der Mittleren Reife machte er eine Ausbildung zum Automobilmechaniker bei BMW in Regensburg. Zusätzlich erlangte er die Fachhochschulreife (BOS) in Amberg. Nach dem Studium der Fahrzeugtechnik an der FH München ist er jetzt Versuchsingenieur im Fahrwerkversuch bei der BMW Group München. Zusätzlich ist er noch Fahrinstruktor für BMW Fahrer-Training. 

## Motorsport
Erste Erfahrungen sammelte er im Alter von 18 Jahren mit einem BMW 318i im Automobilslalom. 1995 konnte er erste Klassensiege erzielen. Ab 1997 kamen einzelne Läufe des Veedol-Langstreckenpokals auf dem Nürburgring dazu. Ungefähr um diese Zeit fuhr er auch erste Rallyes und Bergrennen. 2001 und 2002 erreichte er den 3. Platz im DMSB Bergpokal für Tourenwagen, 2003 gewann er diesen Pokal auf BMW 318 is Gruppe G.
2005 und 2006 fuhr er auf einem Gruppe N-BMW M3 3,2 die FIA-Europa-Bergmeisterschaft und wurde in beiden Jahren bei 10 Rennen 9 Mal Gruppensieger der Gruppe N und damit FIA Europa-Bergmeister der Tourenwagen. 
2004 stellte er einen von der FIA anerkannten Geschwindigkeitsweltrekord auf dem wasserstoffbetriebenen Experimentalfahrzeug BMW H2R auf. 
Ab 2007 fährt er einen Gruppe CN-Osella-BMW PA20/S in der Deutschen und Europa-Bergmeisterschaft für Rennsportfahrzeuge und erzielte einen dritten Platz im deutschen Sportwagen-Bergcup. Bei einzelnen Rennen (Rennsteig, Homburg und Osnabrück) wurde er 2007 Gesamtsieger. Auch 2008 waren Gesamtsiege zu verzeichnen; in der Berg-DM für Rennsportfahrzeuge erreichte er den 2. Platz mit 330 Punkten. 2009 lag der Schwerpunkt auf dem deutschen Championat; einzelne EBM-Läufe (Rechberg) wurden an freien Terminen einbezogen. 2009 gewann er die Deutsche Berg-Meisterschaft für Rennsportfahrzeuge.
Nebenbei fährt er auch das BMW M3 Renntaxi an der Nordschleife am Nürburgring. 2011 nahm er an vier Rennwochenenden der Mini Challenge Deutschland teil.
2014 wurde er auf BMW Deutscher Automobil-Bergmeister der Tourenwagen und schrieb damit Motorsportgeschichte. Er ist der erste Fahrer, der sich damit den Meistertitel sowohl bei den Rennwagen als auch bei den Tourenwagen sichern konnte.